# Kanton Saint-Chamond-Nord
Kanton Saint-Chamond-Nord (francouzsky Canton de Saint-Chamond-Nord) je francouzský kanton v departementu Loire v regionu Rhône-Alpes. Tvoří ho severní část města Saint-Chamond.